# Namo Bintang
Namo Bintang is een bestuurslaag in het regentschap Deli Serdang van de provincie Noord-Sumatra, Indonesië. Namo Bintang telt 6049 inwoners (volkstelling 2010).